# Aurdalsegga
Aurdalsegga är en bergstopp i Antarktis. Den ligger i Östantarktis. Norge gör anspråk på området. Toppen på Aurdalsegga är 2 700 meter över havet.
Terrängen runt Aurdalsegga är kuperad österut, men västerut är den bergig. Trakten är obefolkad. Det finns inga samhällen i närheten.